# 大韓民国指定史跡及び名勝
大韓民国指定史跡及び名勝（だいかんみんこくしていしせきおよびめいしょう）は、大韓民国の文化遺産保護制度の一つ。
歴史的遺物と周囲環境の景観を対象として、大韓民国文化財庁が文化財保護法により指定した。
しかし、それぞれの文化財は漸次「史跡」「名勝」に移管され、2009年12月に第10号が「名勝」に移管されたのを最後にして、現在、「史跡及び名勝」は運用されていない。

## 大韓民国指定史跡及び名勝一覧
| 番号 | 登録名                   | 所在地 | 管理者       |
| ---- | ------------------------ | ------ | ------------ |
| 1    | 仏国寺境内               | 慶北   | 慶州市       |
| 2    | 奈勿王陵鶏林月城地帯     | 慶北   | 慶州市       |
| 3    | 乃城酉谷権沖斎関係遺跡   | 慶北   | 奉化郡       |
| 4    | 俗離山法住寺一円         | 忠北   | 報恩郡       |
| 5    | 伽耶山海印寺一円         | 慶南   | 陜川郡       |
| 6    | 扶餘自温台一円           | 忠南   | 扶餘郡       |
| 7    | 智異山華厳寺一円         | 全南   |              |
| 8    | 曹渓山松広寺・仙巌寺一円 | 全南   |              |
| 9    | 大屯山大興寺一円         | 全南   |              |
| 10   | ソウル白岳山一円         | ソウル | ソウル特別市 |